# Maddison Jaizani
Maddison Jaizani est une actrice et mannequin britannico-iranienne. Elle est connue pour avoir interprétée Sophie de Clermont dans la série télévisée Versailles de Canal+, Odessa dans la série AMC Into the Badlands et Bess Marvin dans la série CW Nancy Drew.

## Biographie
Jaizani est anglo-iranienne. Elle a vécu à Manchester et a obtenu un diplôme national étendu en arts du spectacle du Bury College.[réf. nécessaire]

## Carrière
Jaizani a commencé sa carrière à la télévision en interprétant le rôle d'une adolescente, Leila, dans l'épisode 2014 "State of Emergency" de Tyrant. Puis elle a joué le rôle de Sophie dans la série télévisée Versailles de 2015 à 2018,,, et a joué Odessa dans la série AMC Into the Badlands en 2017,,. En mars 2019, Jaizani a été choisie pour incarner Bess dans la série Nancy Drew de la chaine CW.

## Filmographie
| Année     | Titre             | Rôle               | Remarques                      |
| --------- | ----------------- | ------------------ | ------------------------------ |
| 2014      | Tyrant            | Leïla adolescente  | Épisode : « L'état d'urgence » |
| 2015–2018 | Versailles        | Sophie de Clermont | Rôle principal                 |
| 2017-2019 | Into the Badlands | Odessa             | Rôle récurrent (saisons 2-3)   |
| 2019-2023 | Nancy Drew        | Besse Marvin       | Rôle principal                 |

## Voix francophones
Leslie Lipkins est la voix française de Maddison Jaizani dans les séries Versailles, Into the Badlands et Nancy Drew.